# 고노에 노부히로
코노에 노부히로(일본어: 近衞 信尋 このえ のぶひろ[*])는 에도 시대 전기의 공경이다. 고요제이 천황의 4황자이다. 관위는 종1위 관백, 좌대신이다. 코노에 노부타다의 양자가 되어, 코노에가 19대 당주가 되었다. 이때부터 코노에가는 황별섭가가 되었다.

## 생애
게이초 4년 (1599년) 5월 2일에 태어났다. 아명은 시노미야 (四宮)이고, 어머니는 태합 도요토미 히데요시의 양녀 츄카몬인 (코노에 사키히사의 딸)이다. 외삼촌 코노에 노부타다의 양자가 되어, 노부타다의 딸 (어머니는 이에뇨보)과 결혼했다. 그러나, 아내는 아오사무라이와 밀통하는 등 사이가 나빠, 사망 직전의 도쿠가와 이에야스에게 중매 의뢰 등을 했지만, 결국 별거하게 되었다
게이초 10년 (1605년) 원복하고, 정5위하에 올라, 승전이 허락되었다. 게이초 11년 (1606년) 5월 28일, 종3위에 오르고, 공경에 올랐다. 게이초 12년 (1607년)에 곤츄나곤, 게이초 16년 (1611년)에 곤다이나곤, 게이초 17년 (1612년)에는 내대신이 되었다.
게이초 19년 (1614년), 우대신으로 승진, 겐나 6년 (1620년)에는 좌대신, 겐나 9년 (1623년)에는 관백에까지 올랐다.
와카에도 매우 뛰어나, 숙부이자 카츠라 이궁를 조영한 하치죠노미야 토시히토 친왕과 매우 친해서, 카츠라 이궁에서의 교류는 유명하다. 자필일기로 『본원자성원기』를 남겼다.
쇼호 2년 (1645년) 3월 11일, 출가하여 오우잔(応山)이라 칭했다. 게이안 2년 (1649년) 10월 11일에 51세의 나이로 사망했다. 코노에가의 보리사 교토 다이토쿠지에 묻혔다.

## 인물ㆍ일화
- 코노에 사키히사와 노부타다의 문화인으로서의 자질을 이어받아 여러 예도에 정통했다. 서예는 양아버지인 노부타다의 삼형원류 (별칭 코노에류)를 계승하여 탁월한 서예가였다.
- 다도는 후루타 시게나리에게 배웠고, 렌가도 능숙했다. 친형인 고미즈노오 천황을 중심으로 한 궁중문화 및 문예활동을 토시히토 친왕과 료죠 법친왕, 이치죠 아키요시 등과 함께 중심적 인물로 담당하였다. 또한 선승 타쿠안 소호와 잇시 분슈, 후에 양아버지와 함께 간에이 삼필로 이름을 올리는 쇼카도 쇼죠 등의 문인들과 교류가 있었으며, 궁궐 교량도 하였다.
- 로쿠죠미스지쵸 (후에 시마바라로 이전) 제일 명기인 요시노 타유를 하이야 쇼에키와 겨룬 일화로도 알려져 있다. 요시노 타유가 하이야 쇼에키에게 기적에서 이름을 지우고, 결혼했을 때는 크게 낙담했다는 이야기가 전해지고 있다.

## 계보
- 정실 : 코노에 노부타다의 딸
- 측실 : 이에뇨보
  - 아들 : 코노에 히사츠구
  - 아들 : 히로토시 (寛俊) - 대승정 법인, 카쥬지몬
  - 딸 : 나가키미 (長君) - 히가시혼간지 코우에이의 아내
  - 딸 : 코노에 치카코 - 타이히메 (泰姫), 미토번주 도쿠가와 미츠쿠니의 고렌쥬
  - 딸 : 홋켄지 코케이니 (高慶尼)
  - 딸 : 산지치온지의 비구니

## 같이 보기
- 코노에가
- 황별섭가
- 손엔류

| 전임 쿠죠 유키이에 | 후지와라 씨장자 1623년 - 1629년 | 후임 이치죠 아키요시 |

| 전임 코노에 노부타다 | 제19대 코노에가 당주 | 후임 코노에 히사츠구 |

| 전임 쿠죠 유키이에 | 관백 1623년 - 1629년 | 후임 이치죠 아키요시 |